# Jüri Pootsmann
Jüri Pootsmann, född 1 juli 1994, är en estnisk sångare. Han blev känd då han 2015 ställde upp i den sjätte säsongen av estniska Idol, Eesti otsib superstaari. Han tog sig till tävlingens final, där han segrade över Gertu Pabbo.
2016 debuterade Pootsmann i Eesti Laul 2016, Estlands uttagning till Eurovision Song Contest 2016, med låten "Play" som bland annat skrivits av 2015 års vinnare av Eesti Laul, Stig Rästa. Låten framfördes 10 maj 2016 i den första deltävlingen av Eurovision Song Contest, men gick inte vidare till final.